# 영웅 (2002년 영화)
《영웅》(英雄, Hero)는 중국에서 제작된 장이머우 감독의 2002년 액션, 드라마, 전쟁, 판타지 영화이다.
2002년 12월 14일에 중국에서 개봉되었으며, 중국의 흥행 수입은 2억 5천만 위안으로 그 당시 중국 영화 중 1억 회 이상의 영수증을 받았으며 중국 영화 중 가장 높은 흥행 기록을 보유한 최초의 중국 영화가 되었다. 2004년 8월 북미에서 2년 연속 박스 오피스 챔피언을 수상했으며 세계적인 흥행 수입은 1억 7천 7백만 달러에 달했다.
영화 '영웅' 은 중국 영화 블록버스터 시대의 이정표로 여겨져 상업적 블록버스터 커튼을 열었으며, 중국 상업 영화 산업 발전에 중요한 역할을 했다.

## 줄거리
고대 중국 전국 시대의 무명 사인 무인도가 진의 수도에 도착하여 진의 왕을 만난다. 진의 왕은 자서전인 Long Sky, Flying Snow 및 Broken Sword의 생애에 대한 시도에서 살아남았다. 결과적으로 국왕은 극도의 보안 조치를 취했다. 방문객은 100 보 내에 왕에게 접근할 수 없다. 누군가의 주장에 따르면 그는 3명의 암살자를 죽였고 왕 앞에 무기를 전시했다. 그는 10명의 보폭 내에서 접근하여 그의 이야기를 들려 준다.
무명은 자오(Jhao)주의 서예 학교에 피신해 있던 플라잉 스노우 (Flying Snow)와 깨진 칼 (Broken Sword)을 만나기 위해 먼저 롱 스카이 (Long Sky)를 처음으로 죽였다고 말했다. 그는 소드에게 "칼" (劍) 을 위한 캐릭터와 함께 서예 스크롤을 위임하고, 그의 서예를 통해 비밀스럽게 칼의 기술을 배우려고 한다. 무명은 또한 연인 인 눈과 검이 점차 멀어짐을 알게 된다. 두루마리가 완성되면, 네임리스는 그의 신원을 밝혀 내고 다음날 스노우를 결투하여 그녀의 은밀한 애인 Long Sky에게 복수한다. 스노우의 배신에 대한 분노한 칼은 그의 눈동자에 대한 사랑을 만들고 눈으로 볼 수 있다. 복수에서 스노우는 칼을 죽이고 달은 마스터에게 복수하려고 했다. 그 다음날, 이름이 없는 사람은 진의 군대 앞에서 감정적으로 불안정한 눈을 죽이고 칼을 주장한다. 이야기는 결론을 내리면서, 왕은 불신과 비난을 표현한다. 이전의 암살 시도에서와 같이 눈에 속임수를 쓰지 않을 정도로 낮지는 않은 선량한 사람으로 인식한 것처럼 암살자들과 결투를 벌이는 무명의 사람. 왕은 실제로 암살자들이 자발적으로 자원하여 자신의 이름을 알 수 없도록 하기 때문에 이름없는 사람이 그를 죽이기에 왕에게 충분히 가까이 갈 수 있게 한다. 그는 실제로 일어난 일에 대해 추측을 한다.
왕의 이론적인 버전에서, 네임리스는 스카이와의 전투를 마치고 스노우 앤 소드 (Snow and Sword)를 찾았고, 열 페스 이내의 어떤 표적을 죽일 수 있는 특별한 기술을 습득했다고 말했다. 무명은 그가이 기술을 사용하여 왕을 죽일 수 있다고 설명하지만, 충분히 가까워지기 위해서는 스노우와 칼의 무기를 왕에게 제시해야 한다. 그는 자신이 두 사람을 모두 살해했다는 것을 "증명"하기 위해 대중들 가운데 한 명만 죽일 필요가 있다고 설명했다. 눈과 검은 누가 죽어야하는지 누가 논쟁하며, 눈이 더 빠르고 칼을 다치게 하는 짧은 싸움을 하게 된다. 스노우는 진의 군대 앞에서 무명을 만나기 시작하고 스워드는 패배하면서 칼날은 여전히 상처에서 벗어나지 못한다. 문은 그 다음에 명성이 없는 주인의 검을 내며, 눈과 검의 검이 함께 살면서 함께 있어야 한다고 말했다.
네임리스는 그가 왕이 암시한 특별한 기술을 실제로 가지고 있음을 인정한다. 그러나 그는 왕이 소드를 과소 평가했으며 진실을 이야기했다고 말한다. 네임리스는이 특수 기술이 치명적일지라도 희생자의 중요한 장기를 모두 놓치지 않는 치명적인 타격을 다루기 위해 사용될 수 있다고 말한다. 그는 하늘에서이 기술을 사용했고, 이제는 스노우와 칼에게 그와도 결투를 하면서 협조를 요청했다. 그는 기술이 매우 정확하고 치명적임을 보여줌으로써 기술을 보여준다. 스노우는 계획에 동의하지만 칼은이를 거절한다. 스노우는 화가 나서 3년 전 진의 궁전에 침입했을 때 칼을 죽이기를 거부했을 때의 기회를 망치고 있다고 비난한다. 그녀는 칼을 공격하고, 무명의 도움으로 그를 상처입히게 된다. 그 다음날, 무명은 "진" 군대 앞에서 눈을 죽인다. 소드는 Qin 수도에 Nameless를 보낸다. 떠나기 전에 모래에 Tianxia라는 단어를 쓴다. 3년 전, 평화적이고 통합된 평화의 국가를 원했기 때문에 칼을 죽이지 않았다. 진의 왕만이 그 비전을 달성할 수 있었다.
이야기와 중국의 통일 꿈에 대한 검의 이해에 의해 영향을 받은 왕은 무명을 두려워하지 않는다. 그는 칼을 무명에게 던지며 칼에 의해 그려진 두루마리를 시험한다. 왕은 역설적으로 죽일 욕망이 없어야 하는 이상적인 전사를 묘사하고 있음을 이해한다. 이방인이이 말의 지혜를 깨달을 때 그는 자신의 사명을 포기하고 왕을 간직한다.
스노우는 검술이 네임리스에게 암살을 저지른 것으로 확신했다는 것을 알게되었을 때 검을 공격하고 의도하지 않게 자신을 변호하지 않기로 결정했을 때 그를 죽이며 그녀를 향한 자신의 감정을 이해하게 된다. 슬픔에 압도당한 스노우는 자살을 저지른다. 그의 궁정에 촉구된 왕은 마지 못해 자신의 암살 시도를 위해 진의 궁전에서 처형 당해야한다고 마지 못해 명령했다. 그는 국가를 통일하기 위해 법을 집행하고 무한을 예로 사용해야 한다고 생각한다. 영화가 끝나자 무명은 영웅의 장례식을 받고 폐막된 텍스트는 국왕을 Qin Shi Huang, 중국 최초의 황제.

## 캐스팅
| 배우           | 역할              |
| 제트리         | 네임리스          |
| 첸 다오 명나라 | 진 왕 정부에 승리 |
| Tony Leung     | 남은 검           |
| 매기 청        | 블리자드          |
| 장쯔이         | 달 같은           |
| Donnie Yen     | 하늘              |

## 창조주
- 부국장 : Liu Guonan, Zhou Wei
- 무술 감독 : [쳉 소동]
- 사진 가이드 : Du Kefeng
- 사진 : Zhao Xiaoding
- 예술 : Huoting 샤오, 이순신 Zhenzhou
- 의상 디자인 : Wada Wakoko
- 커트 揖 : Zhai Ru
- 녹음 : Tao Jing
- 작곡가 : 탄 둔
- 시범 감독 : Marin, Mario, Jeffery, Snowy, Snowy
- 제작 감독 : Zhang Zhen Yan

## MBC 성우진 (2004년 9월 29일)
- 안지환 - 무명(이연걸)
- 신성호 - 진왕(진도명)
- 박지훈 - 진검(양조위)
- 송도영 - 비설(장만옥)
- 최한 - 장공(견자단)
- 김아영 - 여월(장쯔이)
- 김태훈
- 김호성
- 이철용
- 이상범
- 방성준

## 수상
제 22 회 [홍콩 영화 금상장]
- 베스트 攝影 (Best Cinematography) [크리스토퍼 도일]
- 베스트 미술지도 (Best Art Direction) 霍廷 霄, 용이 振洲
- 最佳服 裝造 형 디자인 (Best Costume & Make Up Design) [와다 · 미소]
- [[홍콩 영화 금상장 베스트 동작 설계 | 베스트 동작 설계] (Best Action Choreography) [정소동]
- 最佳原 創音 즐거워 (Best Original Film Score) [탄 던]
- 베스트 음향 효과 (Best Sound Design) 陶經
- 베스트 視覺 효과 (Best Visual Effects) 潘國瑜, Murray Pope, Christopher Horvath, Jonathan Rothbart

## 같이 보기
- 연인 (2004년 영화)